# Eutanasia infantil
La eutanasia infantil se aplica a niños gravemente enfermos o que padecen defectos de nacimiento significativos. 
En 2005, los Países Bajos se convirtieron en el primer país en despenalizar la eutanasia para los bebés con pronóstico inútil y dolor intratable. Nueve años más tarde, Bélgica modificó su Ley de Eutanasia de 2002 para extender los derechos de eutanasia a los menores. Al igual que la eutanasia, existe una controversia pública mundial y un debate ético sobre las cuestiones morales, filosóficas y religiosas de la eutanasia infantil.

## Debate ético
El concepto de eutanasia infantil enciende un debate que puede ser dividido en dos categorías:
1. Eutanasia en neonatos y niños: Protocolo de Groningen.
2. Eutanasia en menores. Caso belga.

### Protocolo de Groningen
Bente Hindriks, bebé nacido en 2001 en el Centro Médico de la Universidad de Groningen en los Países Bajos, fue inmediatamente diagnosticado al nacer con un raro trastorno genético: el síndrome de Hallopeau-Siemens. La enfermedad presenta ampollas y descamación crónica de la epidermis y las membranas mucosas. No existe un tratamiento efectivo, mientras que el daño en la capa superior de la piel se acompaña de un dolor intenso y sin mitigación. El diagnóstico de Bente era imposible de tratar y su pronóstico de cáncer de piel le quitaría la vida en cinco o seis años. Su pediatra, el Dr. Eduard Verhagen, no pudo hacer nada para ayudar. Aunque era ilegal en ese momento, los padres de Bente deseaban terminar el sufrimiento de su bebé con la eutanasia activa. En última instancia, se cree que la alta dosis de morfina que el Dr. Verhagen administró para aliviar su dolor mató a Bente.
Cuatro años después de la muerte de Bente Hindriks, el Dr. Verhagen comenzó a hacer campaña para un cambio de política que exigía la eutanasia infantil bajo directrices específicamente estrictas. Mientras estaba involucrado en esta búsqueda declaró públicamente que terminó la vida de cuatro bebés más, todos con casos severos de espina bífida. Llamado "Dr. Death"  y "un segundo Hitler"  por fundamentalistas, continuó con su esperanza de un "protocolo nacional que permita a cada pediatra esta delicada cuestión con el debido cuidado, sabiendo que siguió los criterios" para terminar con la vida de sus pacientes simplemente por compasión. Sentía que las estrictas regulaciones sobre la eutanasia infantil evitarían casos incontrolados e injustificados de eutanasia. En 2005, el Dr. Verhagen y el Dr. Sauer con un equipo de fiscales formalizaron el Protocolo de Groningen.
El acuerdo de Groningen establece que no pueden declararse cargos contra médicos que lleven a cabo procedimientos de finalización de la vida para niños que cumplan estos cinco criterios:
1. El diagnóstico y el pronóstico del bebé deben ser ciertos.
2. El bebé debe estar experimentando un sufrimiento insoportable y sin esperanza.
3. Al menos un médico independiente debe confirmar que se cumplen las dos primeras condiciones.
4. Ambos padres deben dar su consentimiento.
5. El procedimiento de terminación debe realizarse de acuerdo con la norma médica aceptada.

Además, neonatos y niños que puedan considerarse candidatos al procedimiento, deben entrar en alguna de estas tres categorías:
1. Niños sin posibilidad de supervivencia que probablemente mueran poco después del nacimiento, incluso si reciben la mejor atención médica y quirúrgica disponible.
2. Niños que se mantienen con cuidados intensivos pero tienen un pronóstico sombrío.
3. Niños que tienen un pronóstico sin esperanza y experimentan un sufrimiento insoportable.

### En Bélgica
Bélgica legalizó la eutanasia para adultos terminales en 2002. Tal como estaba regulada en ese momento, la eutanasia solo podía aplicarse a ciudadanos mayores de dieciocho años y en raras ocasiones, a una categoría de individuos llamados "menores emancipados". Años después el debate sobre la eutanasia se abrió a la idea de que esta misma ley se extendiera a los menores. 
El 13 de febrero de 2014 una enmienda a la Ley de Eutanasia de 2002 hizo que fuera legalmente permisible para menores, independientemente de su edad, solicitar la eutanasia siempre que cumplieran con unos criterios específicos: deben demostrar la capacidad de juzgar su estado actual cuando se encuentren en "una condición médicamente inútil de sufrimiento físico constante e insoportable que no se puede aliviar y que, en corto período de tiempo provocará la muerte, y que resulta de un trastorno grave e incurable causado por una enfermedad o un accidente".
Las disposiciones de esta enmienda a la Ley de Eutanasia de 2002 establecen diferencias entre la ley aplicada a adultos y menores:
Primero, la ley establece que solo el sufrimiento físico puede ser válido para los menores, mientras que el sufrimiento físico y psicológico es un razonamiento plausible para que adultos y "menores emancipados" soliciten la eutanasia. En segundo lugar, establece que la muerte de un menor debería producirse dentro de un período corto de tiempo, mientras que no se necesita un plazo de muerte para los casos de adultos. Finalmente, requiere que múltiples médicos y representantes legales firmen la capacidad mental del paciente, lo que refuerza la idea de que el menor es competente en su condición y decisión de morir.

## Sentimiento médico
Un desafío importante para los profesionales encargados de la toma de decisiones médicas de bebés prematuros o gravemente discapacitados con daño neurológico y mala calidad de vida para el futuro presenta otra faceta del tema de bioética de la eutanasia infantil.
Un estudio realizado en 2017 analizó las decisiones sobre el final de la vida de los neonatólogos en Argentina. El cuestionario investigó el método de sus acciones en respuesta a neonatos críticos. Los resultados mostraron que más del 75% de los neonatólogos iniciarían el tratamiento en recién nacidos prematuros de pronóstico desconocido, en función de la viabilidad del recién nacido. Siguió que más del 80% de los médicos retiró el tratamiento que no arrojó resultados positivos. El análisis de Silberberg y Gallo mostró que el sentimiento actual de los médicos con respecto a la eutanasia infantil aplica alguna variación del activismo terapéutico, sin embargo, la gran mayoría de esos mismos médicos retirará los tratamientos de conservación de vida cuando no se realicen avances.

## Biografía
- Jotkowitz AB, Glick S (marzo de 2006). «The Groningen protocol: another perspective». J Med Ethics 32 (3): 157-8. PMC 2564470. PMID 16507660. doi:10.1136/jme.2005.012476.
- Manninen BA (noviembre de 2006). «A case for justified non‐voluntary active euthanasia: exploring the ethics of the Groningen Protocol». J Med Ethics 32 (11): 643-51. PMC 2563300. PMID 17074822. doi:10.1136/jme.2005.014845.